# Sandra Magnus
Sandra Hall Magnus (ur. 30 października 1964 w Belleville w stanie Illinois) – amerykańska astronautka, doktor inżynier, dyrektor wykonawczy Amerykańskiego Instytutu Aeronautyki i Astronautyki.

## Zarys biografii

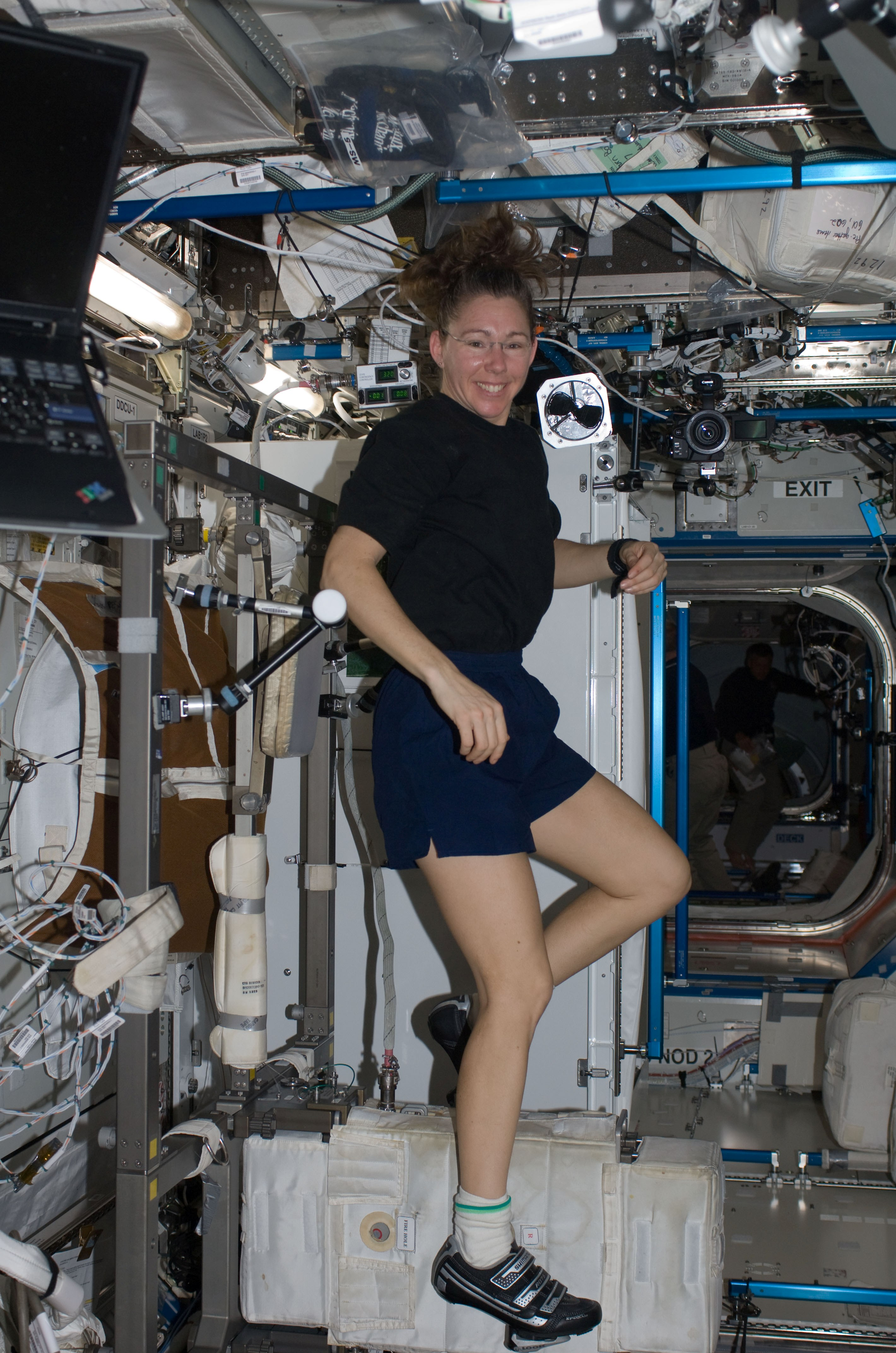
Sandra Magnus na pokładzie Międzynarodowej Stacji Kosmicznej. 22 marca 2009 r.

W latach 1986–1991 pracowała w McDonnell Douglas nad skutecznością metod redukcji sygnatury radarowej (stealth) projektowanego samolotu A-12 Avenger II, a następnie, przy wsparciu Centrum Badawczego NASA im. Lewisa (obecnie im. Johna H. Glenna), ukończyła doktorat na Georgia Institute of Technology. W NASA od 1996.
W 2002 odbyła lot na pokładzie promu Atlantis realizującego misję STS-112. Pilotem podczas tej wyprawy była Pamela Melroy. W 2006 otrzymała przydział do 18. stałej załogi Międzynarodowej Stacji Kosmicznej (ISS). 15 listopada 2008 wystartowała w kosmos razem z astronautami załogi wyprawy STS-126. Na Ziemię powróciła z załogą STS-119 w marcu 2009.
14 września 2010 otrzymała nominację na specjalistę misji STS-135. Wyprawa odbyła się w lipcu następnego roku jako ostatnia w historii programu Space Shuttle.
Dekretem prezydenta Federacji Rosyjskiej Dmitrija Miedwiediewa, Nr 437 z 12 kwietnia 2011, została odznaczona Medalem „Za zasługi w podboju kosmosu”.
Po odejściu z NASA w 2012 roku została dyrektor wykonawczą Amerykańskiego Instytutu Aeronautyki i Astronautyki.
Stowarzyszenie Uczestników Lotów Kosmicznych (Association of Space Explorers) przyznało jej Universal Astronaut Insignia za lot orbitalny (nr 421).

## Wykaz lotów
| Loty kosmiczne, w których uczestniczyła Sandra Magnus                  | Loty kosmiczne, w których uczestniczyła Sandra Magnus | Loty kosmiczne, w których uczestniczyła Sandra Magnus | Loty kosmiczne, w których uczestniczyła Sandra Magnus | Loty kosmiczne, w których uczestniczyła Sandra Magnus | Loty kosmiczne, w których uczestniczyła Sandra Magnus | Loty kosmiczne, w których uczestniczyła Sandra Magnus |
| Nr                                                                     | Data startu                                           | Statek kosmiczny                                      | Data lądowania                                        | Statek kosmiczny                                      | Funkcja                                               | Czas trwania                                          |
| ---------------------------------------------------------------------- | ----------------------------------------------------- | ----------------------------------------------------- | ----------------------------------------------------- | ----------------------------------------------------- | ----------------------------------------------------- | ----------------------------------------------------- |
| 1                                                                      | 7 października 2002                                   | STS-112 Atlantis F-26                                 | 18 października 2002                                  | STS-112 Atlantis F-26                                 | Specjalista misji (MS-2)                              | 10 dni 19 godzin 57 minut i 49 sekund                 |
| 2                                                                      | 15 listopada 2008                                     | STS-126 Endeavour F-22                                | 28 marca 2009                                         | STS-119 Discovery F-36                                | Specjalista misji Inżynier pokładowy (ISS)            | 133 dni 18 godzin 17 minut i 39 sekund                |
| 3                                                                      | 8 lipca 2011                                          | STS-135 Atlantis F-33                                 | 21 lipca 2011                                         | STS-135 Atlantis F-33                                 | Specjalista misji                                     | 12 dni 18 godzin 28 minut i 50 sekund                 |
| Łączny czas spędzony w kosmosie 157 dni 8 godzin 44 minuty i 18 sekund |                                                       |                                                       |                                                       |                                                       |                                                       |                                                       |